# Ландтаг Свободного государства Кобург
Государственное собрание Свободного государства Кобург (нем. Die Landesversammlung des Freistaates Coburg): — парламент Свободного государства Кобург — одного из тюрингенских государств в составе Веймарской Германии. Функционировал с 1919 по 1920 год.

## История
Герцог Эдуард Саксен-Кобург-Готский был свергнут в результате Ноябрьской революции, и герцогство Саксен-Кобург и Гота было преобразовано в республику. Изначально власть принадлежала рабочим и солдатским советам. 14 января 1919 года исполнительный комитет Совета рабочих и солдатских депутатов и временное правительство Кобурга издали постановление о выборах в региональное собрание земли Саксен-Кобург. Действующий парламент должен был уступить место новому, избранному в результате свободных выборов.
Совместный парламент земли Саксен-Кобург и Гота, существовавший до революции, больше не формировался. В соответствии с договором об управлении общими делами Свободных государств Кобург и Гота от 12 апреля 1919 года, контроль над общими делами и институтами был поручен парламентским комитетам Кобургского государственного собрания и государственного собрания Свободного государства Саксен-Гота в составе 5 членов.
10 марта 1919 года ландтаг принял «Временный закон о законодательстве и управлении в Свободном государстве Кобург» — временную конституцию Кобурга.
Короткая история ландтага Свободного государства Кобург завершилась в 1920 году с подписанием государственного договора между Свободными государствами Бавария и Кобург об объединении. Парламент государства Бавария в соответствии с этим договором стал преемником ландтага Кобурга. Три депутата из Кобурга стали временными депутатами Баварского парламента. По решению ландтага Свободного государства Кобург, 18 марта 1920 года такими депутатами были избраны Герман Мямпель, Иоганн Штегнер и Ганс Шак.
Ландтаг собирался собралось в здании Государственного министерства, где впоследствии размещался окружной суд Кобурга. Здание было полностью разрушено во время Второй мировой войны

### Результаты выборов
Первые выборы состоялись 9 февраля 1919 года. К распределению мандатов были допущены два списка — Список гражданского единства (коалиция консервативных, центристских и националистических партий) — 41,4 % (4 места) и Социал-демократическая партия Германии — 58,6 % (7 мест). Президентом ландтага был избран Эрхардт Кирхнер, председатель земельной компании всеобщего медицинского страхования. Вице-президентом и старейшиной ландтага стал социал-демократ Макс Оскар Арнольд, секретарем — Герман Мямпель.

### Избирательная система
Национальное собрание состояло из 11 депутатов, избиравшихся по пропорциональной системе в едином избирательном округе на основе равного, свободного и тайного голосования. Избирать и быть избранными могли граждане Кобургского государства, не находящиеся в тюрьме или на военной службе. Возрастной ценз для активного избирательного права составлял 21 год, для пассивного — 26 лет. Женщины также получили право голоса.

### Структура ландтага
В государственном собрании Свободного государства Кобург были сформированы 4 комитета:
1. Комитет по регулированию земельных вопросов
2. Правовой и конституционный комитет
3. Комитет по финансам и аудиту
4. Комитет по петициям

### Состав ландтага
| Фамилия            | Избирательный список, партия                                     | Годы жизни | род занятий                                                                  | место жительства | примечания                                           |
| ------------------ | ---------------------------------------------------------------- | ---------- | ---------------------------------------------------------------------------- | ---------------- | ---------------------------------------------------- |
| Макс Оскар Арнольд | Список гражданского единства (Германская демократическая партия) | 1854-1938  | фабрикант, производитель кукол                                               | Нойштадт         | почетный президент ландтага; вице-президент ландтага |
| Райнхольд Артманн  | Социал-демократическая партия Германии                           | 1870-1960  | плотник                                                                      | Кобург           |                                                      |
| Густав Гесс        | Список гражданского единства (Национально-либеральная партия)    | 1870-1940  | плотник                                                                      | Нойс             |                                                      |
| Эрхард Кирхнер     | Социал-демократическая партия Германии                           | 1866-1927  | председатель государственной компании обязательного медицинского страхования | Нойштадт         | президент ландтага                                   |
| Франц Клинглер     | Социал-демократическая партия Германии                           | 1875-1933  | редактор Coburger Volksblatt («Народная газета Кобурга»)                     | Кобург           |                                                      |
| Эрнст Кюльбель     | Список гражданского единства (Германская демократическая партия) | 1863-1938  | производитель солода                                                         | Кобург           |                                                      |
| Бернхард Лауэр     | Социал-демократическая партия Германии                           | 1867-1927  | сотрудник государственной компании обязательного медицинского страхования    | Нойштадт         |                                                      |
| Герман Мямпель     | Социал-демократическая партия Германии                           | 1866-1944  | инспектор государственной компании обязательного медицинского страхования    | Кобург           | секретарь ландтага                                   |
| Ганс Шак           | Список гражданского единства (Германская демократическая партия) | 1878-1946  | окружной судья Кобурга                                                       | Кобург           |                                                      |
| Иоганн Штегнер     | Социал-демократическая партия Германии                           | 1866-1954  | пивовар                                                                      | Фронлах          |                                                      |
| Карл Вендт         | Социал-демократическая партия Германии                           | 1887-1936  | машинист                                                                     | Родах            | вице-секретарь ландтага                              |